# Aconitum flavum
Aconitum flavum är en ranunkelväxtart som beskrevs av Hand.-mazz.. Aconitum flavum ingår i släktet stormhattar, och familjen ranunkelväxter. Inga underarter finns listade i Catalogue of Life.